# Шевалье де Мезон-Руж (пьеса)
«Шевалье де Мезон-Руж» (фр. Le chevalier de Maison-Rouge) — историческая драма французского писателя Александра Дюма-отца, написанная в соавторстве с Огюстом Маке на основе одноимённого романа. Была поставлена на сцене и опубликована в 1847 году.

## Сюжет и история текста
Действие пьесы происходит во Франции в 1793 году, во время якобинского террора. Группа заговорщиков во главе с шевалье де Мезон-Ружем пытается спасти королеву Марию-Антуанетту, но терпит неудачу. Шевалье погибает, его товарищей казнят на гильотине, а ещё один герой, республиканец Лорен, присоединяется к последнему пиру приговорённых к смерти жирондистов и решает умереть вместе с ними. При этом у пьесы более счастливый финал, чем у романа: персонажам Морису и Женевьеве, которые любят друг друга, удаётся спастись.
«Шевалье де Мезон-Руж» был впервые поставлен на сцене 3 августа 1847 года в Историческом театре Дюма. В том же году пьесу опубликовали с подзаголовком «Эпизод из времён жирондистов». Автор в переписке не раз называл её «Жирондисты», хотя такое название не вполне соответствует сюжету и не фигурирует ни в одном издании.
В послесловии к «Заставе Клиши» писатель отнёс «Шевалье де Мезон-Ружа» к своим республиканским пьесам наряду с «Ричардом Дарлингтоном» и «Катилиной».